# 稲見友之
稲見 友之（いなみ ともゆき、1938年12月25日 - ）は、日本の弁護士。東京弁護士会所属。
敬天総合法律事務所所長。
ロッキード事件で逮捕・起訴された田中角栄の裁判で弁護団事務局長や主任弁護人を務めた。

## 略歴
竹早高校卒業。中央大学法学部在学中の1963年に24歳で司法試験合格。1964年3月卒業。1966年、司法修習修了（18期）、弁護士登録（登録番号10082）。

## ロッキード裁判
田中角栄が逮捕・起訴された後、田中派の2年生議員で中央大学の同級生だった保岡興治に請われて訴訟対策を行い、弁護団の事務局長に就任した。1審で敗訴した際には、越山会の機関紙「月刊越山」に「人権無視 恐るべき偏向判決」との一文を寄せた。
嘱託尋問調書の証拠採用の違法性を主張した控訴審では主任弁護人を務め、石田省三郎、淡谷まり子、小野正典ら左翼系弁護士と共闘した。稲見自身もかつては反権力思想の持ち主だった。